# Bumetopia stolata
Bumetopia stolata là một loài bọ cánh cứng trong họ Cerambycidae.